# Vladislav Khodassévitx
Vladislav Felitsiànovitx Khodassévitx (rus: Владисла́в Фелициа́нович Ходасе́вич - Moscou, 16 de maig de 1886 - París, 14 de juny de 1939) fou un poeta i crític literari rus.

## Orígens
Khodassévitx va néixer a Moscou. El seu pare, Felitsian Khodassévitx (en polonès Felicjan Chodasiewicz), provenia d'una família noble empobrida polonesa (de vegades Khodassévitx anomenava al seu pare "lituà") i la seva maren Sofia Iàkovlevna (nascuda Brafman, filla de l'escriptor Iàkov Brafman) era una jueva convertida al cristianisme.
Va interrompre els seus estudis universitaris a la Universitat de Moscou, després d'adonar-se que la seva veritable passió era la poesia.
El seu debut literari es va produir gràcies a les publicacions de les seves obres en revistes simbolistes. En 1907 va aparèixer la seva primera col·lecció de poemes, titulada Molodost, rus: Молодость ("Joventut").
El 1917 Khodassévitx va acceptar amb entusiasme la Revolució de Febrer i inicialment va estar d'acord a cooperar amb els bolxevics després de la Revolució d'Octubre, però ràpidament va arribar a la conclusió que "l'activitat literària sota els bolxevics és impossible", i va decidir "escriure només per a si mateix." Al desembre de 1921 va entrar en contacte amb la poetessa Nina Berberova (1901-1993), es va enamorar d'ella i 22 de juny de 1922, van marxar de Rússia, via Riga, per anar a viure a Berlín. Ja establert allà, Khodassévitx es va comunicar amb Andrei Beli. La complicada relació de Khodassévitx amb aquest geni inconformista va acabar amb un trencament escandalós, seguit pel retorn d'aquest últim a Moscou. En les seves memòries, Beli presenta un inoblidable, expressionista i molt parcial retrat de Khodassévitx.

## Exili
Després se'n va anar a viure (amb interrupcions) a la torre (casa unifamiliar) que el seu amic Maksim Gorki tenia a Sorrento. El 1923 va compondre l'antologia lírica metafísica Tiajolaia lira, rus: Тяжёлая лира ("La pesada lira").
En els anys següents va sojornar a Berlín i París (1925), abans que la relació amb Gorki es refredés. Mentrestant va continuar escrivint poesia i va col·laborar amb nombroses revistes i diaris com a crític literari. El mateix any (1925) Khodassévitx i Berberova s'adonen que el retorn a la Unió Soviètica és impossible. Khodassévitx havia publicat diverses edicions satíriques de literatura soviètica i articles sobre les activitats de l'OGPU a l'estranger, després de la qual cosa la premsa soviètica va acusar el poeta de formar part del "Moviment Blanc". Al març de 1925, l'ambaixada soviètica a Roma es va negar a renovar el passaport a Khodassévitx, i li va oferir de tornar a Moscou. Ell va refusar l'oferiment i, finalment, va esdevenir un immigrant.

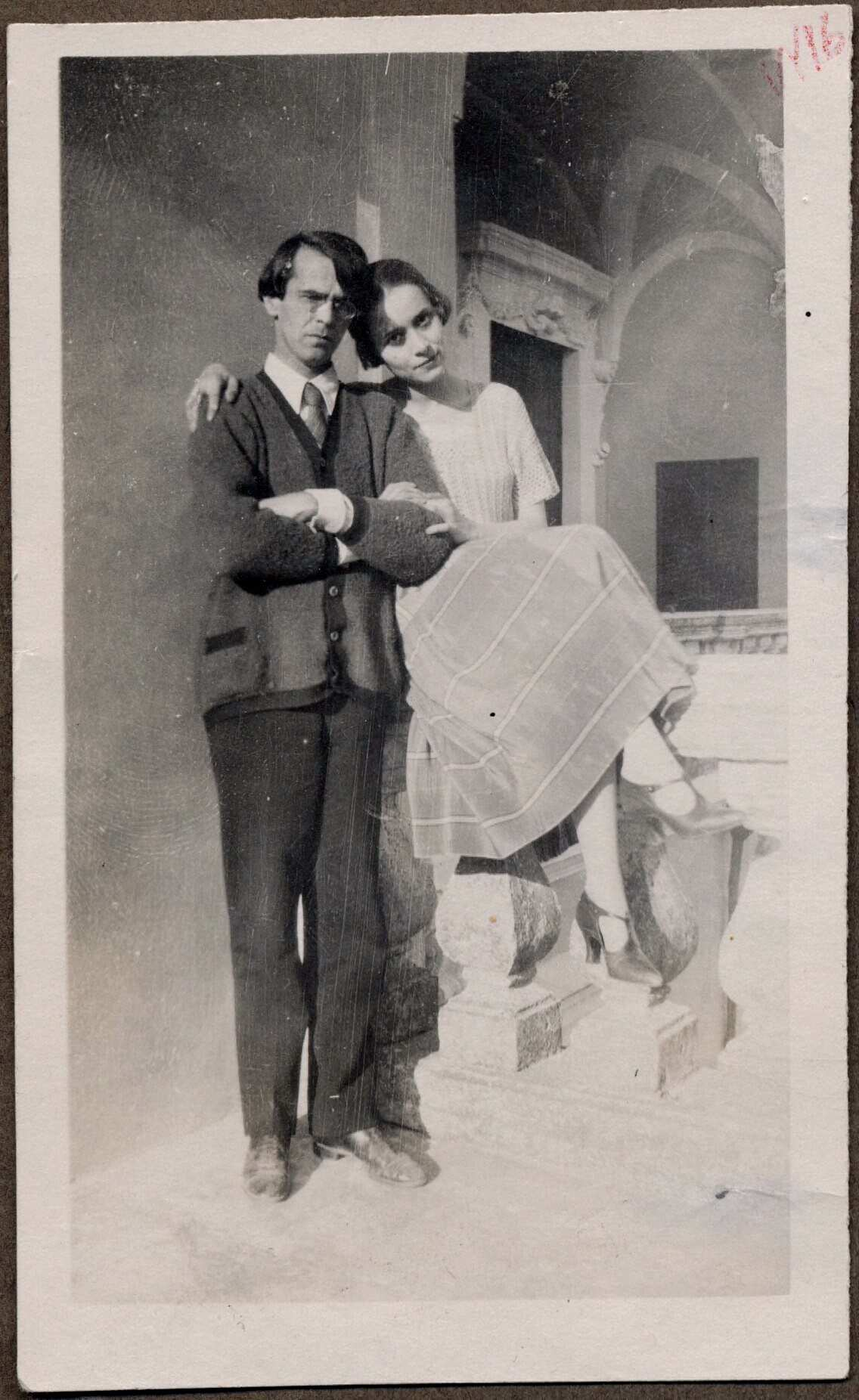
Vladislav Khodassévitx i Nina Berberova a Sorrento el 1925

Amb Mark Aldànov i Aleksandr Kérenski va fundar el periòdic berlinès Dni("Els dies"), en la qual va aprofundir el desenvolupament de la literatura soviètica contemporània. També s'involucrà en una llarga disputa literària amb alguns emigrats russos a París, incloent Gueorgui Adamóvitx i Gueorgui Ivànov.
Com a influent crític, va animar molts nous talents, entre d'altres Vladímir Nabokov, del qual en va acabar sent un gran amic. Fins als últims dies de la seva vida, va escriure a la revista Vozrojdénie, rus: Возрождение ("Renaixement"). Des de 1928 Khodassévitx va treballar en les seves memòries, que s'inclouen en el llibre Nekropol, rus: Некрополь ("Necròpolis") (1938).
En 1927 va publicar un dels seus últims reculls de poemes, titulat Ievropeiskaia notx, rus: Европейская ночь ("Nit europea) (1927), del qual emergeixen alguns tints pessimistes. Si les primeres etapes de la seva carrera el poeta es va apropar al simbolisme, l'aprofundiment en els estudis sobre l'obra de Puixkin i de Gavriïl Derjavin el va empènyer cap a un gust definible, d'alguna manera, com a clàssic.
L'abril del 1932 es va separar de Nina Berberova. L'any següent contreia matrimoni amb Olga Margolina (1890, Sant Petersburg - 1942, Auschwitz)
La situació de Khodassévitx a l'exili fou dura i visqué de manera aïllada. Vladislav Khodassévitx va morir el 14 de juny de 1939 a París, després de patir una operació. Va ser enterrat als afores de París, al cementiri de Boulogne-Billancourt.